# Roźwienica
Roźwienica è un comune rurale polacco del distretto di Jarosław, nel voivodato della Precarpazia.
Ricopre una superficie di 70,69 km² e nel 2004 contava 6 447 abitanti.